# Химна Есватинија
Државна химна Есватинија носи назив „Господе Боже наш, благослови Свазије” (Nkulunkulu Mnikati wetibusiso temaSwati). Она је спој сватинијског и европског музичког стила, и усвојена је након проглашења независности 1968. године. Аутор текста је Фањана Симелане, а музику је компоновао Давид Рикрофт. 

## Текст
| Оригинал на свати језику | Српски превод |
| --- | --- |
| : Nkulunkulu Mnikati wetibusiso temaSwati; : Siyatibonga tonkhe tinhlanhla; : Sibonga iNgwenyama yetfu. : Live netintsaba nemifula. : Busisa tiphatsimandla takaNgwane; : Nguwe wedvwa Somandla wetfu; : Sinike kuhlakanipha lokungenabucili : Simise usicinise, Simakadze. | Господе Боже наш, доносиоче благослова народу Есватинија; Тебе хвалимо за добробит нашу; Нудимо захвалност нашем краљу и славимо га И наша красна поља, брда и реке. Благослови све владаре наше земље; Само Твој је Господ наш; Молимо Те да нам подариш мудрост без преваре и злобе. Устрој нас и ојачај, Господе Вечни! |